# ジャーマンポテト

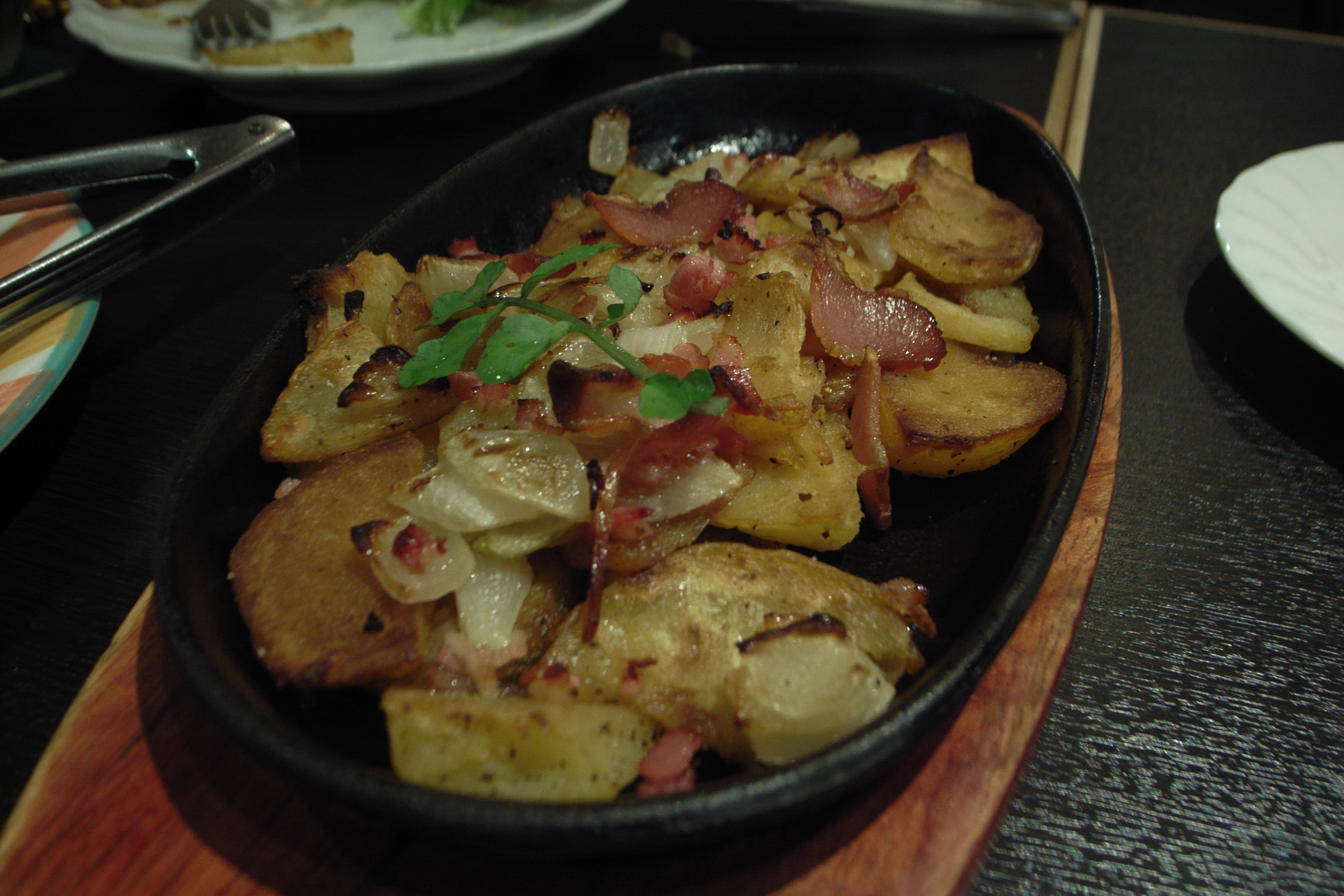
ジャーマンポテト

ジャーマンポテトとは、ジャガイモを主要な食材として作られる料理の1つである。

## 概要
英語名はGerman friesもしくはGerman fried potatoesである。19世紀には既にこの名称で英米の料理本に記載されている。
ドイツ料理と思われていることも多いが、ドイツにはいわゆる「ジャーマンポテト」はない。
それでもドイツで類似した料理には「ベーコン＋ジャガイモ」という意味のシュペックカルトッフェルン（Speckkartoffeln）、ブラートカルトッフェルン（de:Bratkartoffeln）がある。
ジャーマンポテトは、日本ではしばしば居酒屋などのメニューの1つになっている。またボリュームがあってお腹も膨れるので、夕食の献立となったり、学校給食にも供されている。
銀座ライオンでは、1979年頃はリヨン風ポテトにも似た輪切りにしたジャガイモとタマネギやベーコンを炒めたものを当初「ジャーマンポテト」として提供していたが、2021年時点では炒めたタマネギ、ベーコンとマッシュポテトを円盤状に成形して両面を焼いたものを「ジャーマンポテト」として提供している。

## 主な参考文献
- 勝身利子『野菜の食卓 じゃがいも じゃがいも』光人社、2002年5月31日。ISBN 4-7698-1053-9。